# Директива про авторське право на єдиному цифровому ринку
Директи́ва про а́вторське пра́во і сумі́жні права́ на Єди́ному цифрово́му ри́нку — нормативно-правовий акт Європейської Унії (ЄУ), який був прийнятий та набув чинности 6 червня 2019 року. Директива має на меті забезпечити «добре функціонуючий ринок авторського права». Вона розширює чинне законодавство Європейської Унії про авторське право та є складовою проєкту Єдиного цифрового ринку ЄУ. Рада описує ключові цілі директиви як захист прес-публікацій; зменшення «розриву у вартості» між прибутками, отриманими інтернет-платформами та творцями контенту; заохочення співпраці між цими двома групами та створення винятків щодо авторського права для інтелектуального аналізу тексту та даних.
Директиву було внесено комітетом Європейського парламенту з правових питань 20 червня 2018 року, а переглянутий варіант було схвалено парламентом 12 вересня 2018 року. Остаточний варіант, який виник в результаті переговорів під час офіційних трилогів, було представлено парламенту 13 лютого 2019 року. Її було схвалено Європейським парламентом 26 березня 2019 року, а Радою Європейської Унії 15 квітня 2019 року. Держави-члени мали два роки, щоб прийняти відповідне законодавство для виконання вимог директиви.
Директива загалом зустріла опір великих технологічних компаній та значної кількості користувачів Інтернету, а також правозахисників, але її підтримали медіагрупи та конгломерати, включаючи газети та видавництва. Дві статті директиви викликали значне обговорення. Проєкт статті 11 (стаття 15 директиви), відомий як «податок на посилання», надає газетам більше прямого контролю та повторного використання їхньої роботи, що може вплинути на деякі інтернет-сервіси, такі як агрегатори новин. Проєкт статті 13 (стаття 17 директиви) зобов’язує постачальників послуг, які розміщують контент, створений користувачами, застосовувати «ефективні та пропорційні» заходи для запобігання порушенню авторських прав користувачами. Технологічні компанії висловили стурбованість тим, що це призведе до необхідности використання фільтрів завантаження. Широке занепокоєння щодо єирективи стосується використання принципу чесної торгівлі через директиву та того, що вона може придушити свободу слова.

## Історія

### Передісторія
Перша спроба Європейської Унії уніфікувати авторські права у світлі цифрових технологій була прийнята у 2001 році як Директива про авторське право та інформаційне суспільство. Основними цілями директиви були гармонізація законодавства ЄУ з міжнародним правом (як це встановлено договорами Всесвітньої організації інтелектуальної власності 1996 року), посилення захисту інтелектуальної власності, зменшення конфліктів у законодавстві про авторське право між державами-членами та забезпечення належної винагороди виробникам контенту. Хоча деякі частини директиви 2001 року були ефективними, інші частини директиви не були задовільними для сучасного цифрового ринку ще довго після її впровадження. У 2012 році Європейська комісія (ЄК) оголосила, що вона перегляне директиву 2001 року та проведе обговорення із зацікавленими сторонами з огляду на кілька питань, порушених у зв'язку з невдалими пропозиціями щодо авторського права від представників посади Європейського комісара з питань внутрішнього ринку та послуг. ЄК збирала коментарі громадськости з грудня 2013 року по березень 2014 року та опублікувала свій перший звіт про стан законодавства ЄУ про авторське право в липні 2014 року.
У 2014 році Жан-Клод Юнкер був обраний президентом Європейської Комісії та обійняв посаду в листопаді 2014 року. У своїй передвиборчій позиції Юнкер побачив потенціал для «покращення» фінансового стану ЄУ шляхом гармонізації різних цифрових ринків між державами-членами для створення робочих місць та розвитку суспільства, заснованого на знаннях. Того ж року Юнкер призначив естонського політика Андруса Ансіпа віцепрезидентом з питань єдиного цифрового ринку в рамках ЄУ, доручивши йому співпрацювати з Ґюнтером Еттінґером, європейським комісаром з питань цифрової економіки та суспільства, та іншими відділами ЄУ для розробки необхідних законодавчих кроків, необхідних для впровадження Єдиного цифрового ринку. Початкові плани щодо законодавчих кроків та їх потенційний вплив були оголошені ЄУ у травні 2015 року. Ансіп заявив, що завдяки впровадженню єдиного цифрового ринку вони можуть збільшити європейський валовий внутрішній продукт на цілих €415 млрд на рік. Європейський парламент, продовжуючи звіт про стан європейського авторського права від члена Європейського парламенту (ЄП) Фелікса Реди, в якому було виявлено кілька недоліків Директиви про інформаційне суспільство 2001 року, підтвердив підтримку мети ЄК щодо створення Єдиного цифрового ринку, а також підтримав ініціативу разом з ЄП щодо аналогічної реформи авторського права. Згодом ЄК розпочала роботу над створенням правового ґрунту до кінця 2015 року.

### Законодавчий процес

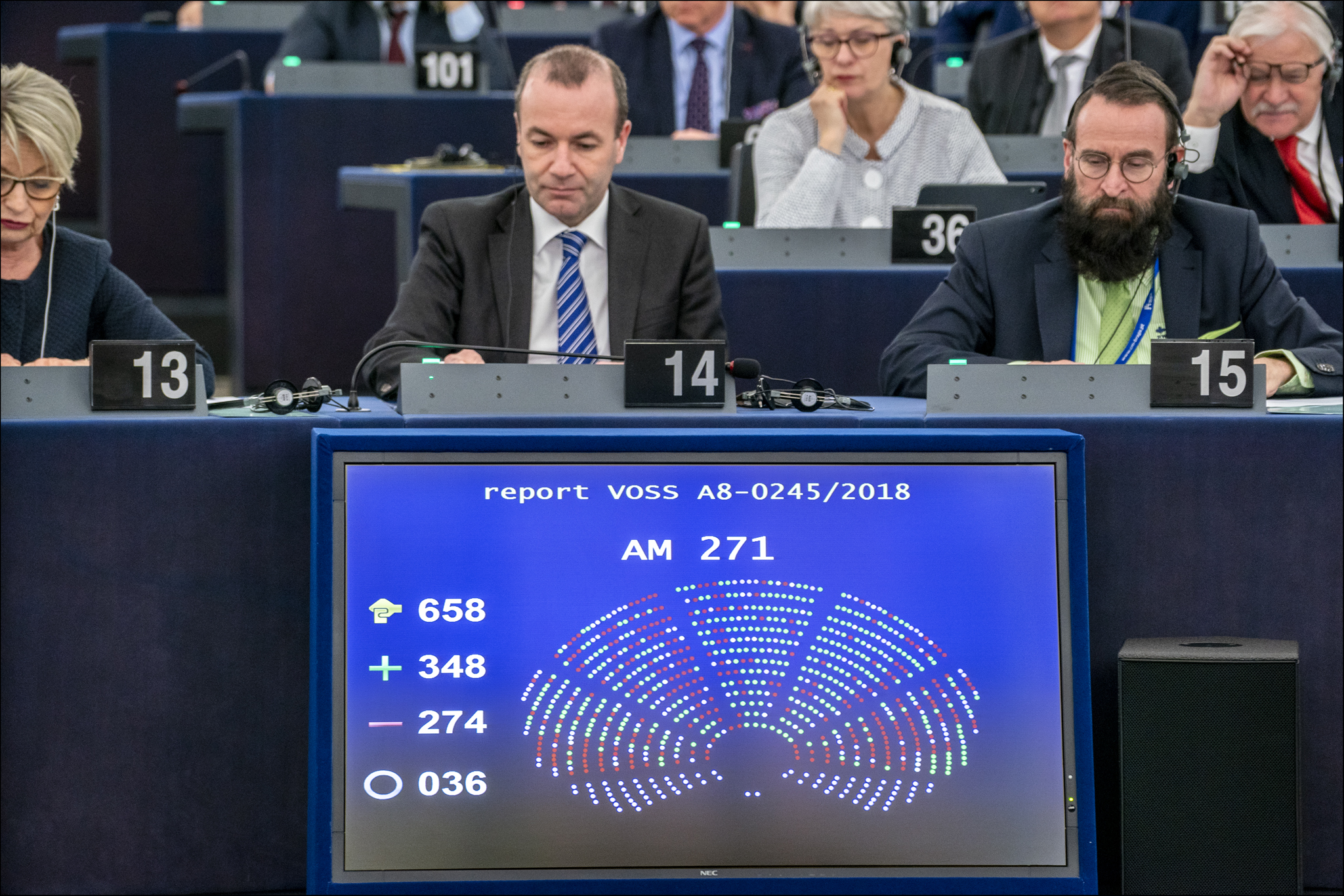
Схвалення заходу Європейським парламентом у Страсбурзі, 26 березня 2019 року.

Директива підпадала під звичайну законодавчу процедуру, і тому мала бути схвалена як Європейським парламентом, так і Радою. У той час як Європейський парламент мав ухвалити Директиву простою більшістю, у раді потрібна була кваліфікована більшість: щонайменше 55% країн, що представляють понад 65% населення.
Перший проєкт запропонованої Директиви від ЄК було опубліковано 14 вересня 2016 року, після внесення змін, Комітет постійних представників Ради Європейської Унії (COREPER) схвалив законодавчі директиви ЄК 25 травня 2018 року та підготувався винести це питання на голосування в ЄП, щоб досягти остаточного тексту без підтримки Німеччини, Фінляндії, Нідерландів, Словенії, Бельгії чи Угорщини. Комітет Європейського парламенту з правових питань завершив свої поправки до директиви 20 червня 2018 року та подав їх до парламенту для обговорення.
5 липня 2018 року члени Європейського парламенту проголосували за те, щоб не переходити до етапу переговорів, а натомість повторно відкрити обговорення директиви у вересні 2018 року. За повторне відкриття дебатів проголосували 318 осіб, за продовження – 278, а 31 утримався.
12 вересня 2018 року було схвалено оновлену позицію парламенту, остаточне голосування склало 438 голосів. на користь та 226 проти, що означало, що тристоронні переговори можуть розпочатися між Європейською комісією, Радою Європейської Унії та Європейським парламентом, і очікуване завершення – на початку 2019 року. Якщо три групи домовляться про остаточне формулювання, директива мала бути надіслана урядам двадцяти восьми країн держави-члени, які мають бути прийняті як закони в цих країнах, причому кожна країна формалізує певні процеси, необхідні для дотримання чинного законодавства.
Початкові тристоронні зустрічі під керівництвом Румунії мали розпочатися 21 січня 2019 року, проте 19 січня 2019 року Румунія скасувала ці зустрічі після того, як одинадцять країн: Німеччина, Бельгія, Нідерланди, Фінляндія, Словенія, Італія, Польща, Швеція, Хорватія, Люксембург та Португалія відхилили запропонований Румунією компромісний текст. За винятком Португалії та Хорватії, інші дев'ять країн відхилили компромісний текст статей 11 та/або 13, заявивши, що ці заходи недостатньо захищають авторські права їхніх громадян. Румунія мала можливість переглянути свій текст, щоб отримати більшість голосів, що відклало голосування.
Тристоронні переговори були завершені 13 лютого 2019 року, остаточний текст все ще зберіг суперечливі статті 11 та 13. На цьому етапі текст був розглянутий комітетом Європейського парламенту з правових питань, а потім представлений на голосування повному складу Європейського парламенту. Голосування в Парламенті відбулося 26 березня 2019 року, і Директива була прийнята з рахунком 348 голосів «за» та 274 «проти». Після виправлення помилкових голосів результатом стало голосування 338 депутатів «проти» та 284 «проти».  Основну підтримку директиві надали правоцентристи ( ЄНП ). Щодо країн, найбільше голосів «за» надійшло від Франції (62), Італії (39), Німеччини (38), Іспанії (34) та Великої Британії (31), тоді як найбільше голосів «проти» надійшло від Німеччини (49), Польщі (33), Сполученого Королівства (30), Італії (27) та Нідерландів (17). Хоча було проведено додаткове голосування за поправку про окреме голосування щодо включення двох суперечливих статей (проєкти статей 11 та 13, статті 15 та 17 директиви), поправка ледь не була прийнята, оскільки щонайменше 13 депутатів Європарламенту заявили, що вони помилково проголосували неправильно під час цього голосування; якби вони були проголосовані так, як мав намір депутат Європарламенту, поправка була б прийнята і вимагала б додаткового голосування.

Голосування в раді 15 квітня. Окрім голосування проти, Фінляндія, Італія, Люксембург, Нідерланди та Польща опублікували спільну заяву, у якій виступили проти остаточного проєкту директиви.

Результати голосування в Європейському парламенті без виправлень 26 березня 2019 року за політичними групами:
( За / проти директиви про авторське право)
Директива була схвалена Радою Європейської Унії 15 квітня 2019 року. 19 держав-членів (які представляють 71% населення ЄУ в державах, що проголосували) проголосували за директиву, шість були проти та три утрималися.
Директива набула чинности 6 червня 2019 року. Держави-члени мали час до 7 червня 2021 року, щоб запровадити у своїх державах закони, які імплементували б директиву.

## Зміст
Номери статей стосуються проєкту цієї директиви про авторське право, чинного приблизно до 20 березня 2019 року; у затвердженій директиві порядок кількох статей змінено, наприклад, проєкт статті 13 став статтею 17 Директиви.

### Статті 3 та 4
Стаття 3 запроваджує виняток щодо авторського права для інтелектуального аналізу тексту та даних (TDM) з метою наукових досліджень, а стаття 4 — для будь-якого TDM. Версія COREPER мала як обов'язкове, так і необов'язкове розширення.
Ці винятки передують появі генеративного штучного інтелекту та пов'язаних з ним питань авторського права. Але той факт, що Акт про ШІ 2024 року прямо посилається на виняток для комерційного TDM у статті 4, «широко розцінюється як чітке свідчення наміру законодавця ЄУ, щоб виняток охоплював збір даних за допомогою ШІ», думка, яка також була підтримана в рішенні німецького суду 2024 року. На відміну від винятку TDM для наукових досліджень у статті 3, більш загальний виняток у статті 4 застосовується лише в тому випадку, якщо власник авторських прав не відмовився від нього.

### Стаття 5
Стаття 5 запроваджує обов'язковий виняток для використання творів, захищених авторським правом, як частини «цифрової та транскордонної навчальної діяльности». Ця стаття уточнює, що навчальні заклади можуть використовувати твори, захищені авторським правом, у некомерційних цілях для ілюстрації.
З боку освітнього сектору висловлювалися занепокоєння щодо того, що виняток, запропонований у статті 5, є занадто обмежувальним. Наприклад, сектор пропонує розширити сферу застосування «освітніх закладів», включивши до неї установи культурної спадщини. Найбільш обговорюваною частиною статті є 5(2), згідно з якою виняток не буде дійсним, якщо на ринку є «відповідні ліцензії».

### Стаття 14
Стаття 14 зазначає, що відтворення творів образотворчого мистецтва, що перебувають у суспільному надбанні, не можуть бути об'єктом авторського права або суміжних прав, якщо тільки відтворення не є оригінальним творчим твором.

### Проєкт статті 11 (стаття 15 директиви)
Проєкт статті 11 (стаття 15 директиви) розширює дію директиви про інформаційне суспільство 2001 року, надаючи видавцям прямі авторські права на «використання їхніх преспублікацій онлайн постачальниками послуг інформаційного суспільства». Згідно з чинним законодавством ЄУ, видавці натомість покладаються на авторів, які передають їм авторські права, і повинні доводити право власности на кожен окремий твір. Версія директиви, за яку проголосував Комітет Європейського парламенту з правових питань, містила чіткі винятки для акту гіперпосилання та «законного приватного та некомерційного використання прес-публікацій окремими користувачами».
Пропозиція надає декілька нових умов для права, включаючи закінчення після одного року та виключення для копіювання "несуттєвої" частини твору або для копіювання його в ході академічних або наукових досліджень. Вона походить від допоміжних авторських прав для видавців преси, які були введені в Німеччині у 2013 році. Видавництво преси, «метою якого є інформування широкої громадськости та яке періодично або регулярно оновлюється», відрізняється від академічних та наукових публікацій (пункт 33 декларації).
Статтю 11 було перенесено до статті 15 у остаточному проєкті, отриманому в результаті тристоронніх переговорів, опублікованому 26 березня 2019 року та схваленому Парламентом і Радою.

### Проєкт статті 13 (Стаття 17 директиви)
Проєкт статті 13 замінює звільнення від відповідальности за порушення авторських прав, передбачене «простим каналом передачі» для постачальників послуг обміну онлайн-контентом, що здійснюють комерційні цілі, новим умовним звільненням від відповідальности. Ці умови є впровадженням «ефективних та пропорційних заходів», як стверджують постачальники послуг, для «запобігання доступности конкретних [неліцензованих] творів, визначених правовласниками», «негайних» дій для їх видалення та демонстрації того, що було докладено «максимальних зусиль» для запобігання їх доступности в майбутньому. Стаття також поширює будь-які ліцензії, надані гостам контенту, на їхніх користувачів, якщо ці користувачі не діють «на комерційній основі».
Стаття зобов'язує держави-члени враховувати розмір постачальника, обсяг завантаженого контенту та ефективність застосованих заходів «з огляду на технологічний розвиток». Вона також передбачає процедуру апеляції та вимагає від гостів контенту ділитися «інформацією про використання контенту» з власником контенту, відсутність якої була предметом суперечок у минулому.
Положення проєкту статті 13 спрямовані на комерційних веб-гостингів, які «зберігають та надають публічний доступ до великої кількости творів або інших об’єктів, завантажених їхніми користувачами, які [вони] організовують та просувають з метою отримання прибутку». У пропозиції чітко зазначено, що це не включає приватні хмарні сховища, некомерційні енциклопедії (такі як Вікіпедія), а також некомерційні освітні чи наукові репозиторії.
Проєкт статті 13b вимагає від вебсайтів, які «автоматично відтворюють або посилаються на значну кількість візуальних творів, захищених авторським правом», «укладали справедливі та збалансовані ліцензійні угоди з будь-якими правовласниками, які цього вимагають».
Проєкт статті 13 було названо статтею 17 у остаточному проєкті трилогів, опублікованому у лютому 2019 року та схваленому Європейським парламентом і Радою.

### Проєкти статей 14–16 (статті 18–20 директиви)
Загалом, проєкти статей 14-16 (статті 18-20 директиви) у робочій версії директиви покращують переговорну позицію авторів та виконавців, навіть попри те, що вони встановлюють системи, які є слабшими за деякі існуючі в державах-членах. Проєкт статті 15 (стаття 19 директиви) має на меті дозволити авторам збільшити свою винагороду в деяких випадках, коли вона непропорційно низька.
Асоціації авторів запропонували «механізм повернення прав», який дозволив би розірвати угоду про передачу авторських прав, що виявилася невигідною.

### Інші статті
В інших частинах пропозиції зроблена спроба уточнити правовий статус творів-сиріт та певні спільні дії бібліотек.
До початку тристоронніх переговорів у статті 12a пропонувалося надати організаторам спортивних заходів авторські права на записи їхніх подій. У версії від березня 2019 року на останній сторінці лише зазначено, що комісія в майбутньому оцінюватиме проблеми незаконної онлайн-трансляції спортивних трансляцій.

## Позиції

### Політики
Станом на 21 березня 2019 року 100 членів Європарламенту підписали директиву на її підтримку, тоді як 126 погодилися проголосувати проти неї. 20 березня 2019 року 74 члени Європарламенту попросили виключити статтю 13 з директиви. Зрештою, 348 проголосували за, а 274 проголосували проти.
У 2018 році підтримку в Європейському парламенті очолили група Європейської народної партії та Прогресивний альянс соціалістів і демократів, дві найбільші групи парламенту. Серед основних національних партій, що підтримують, – правлячий Християнсько-демократичний союз Німеччини та їхні партнери по коаліції Соціал-демократична партія, правляча Консервативна партія Сполученого Королівства та опозиційна Лейбористська партія, а також головна опозиційна партія Польщі – Громадянська платформа.
Доповідач директиви, Аксель Восс, був депутатом Європарламенту від Німеччини та членом ЄНП. Восс відкидав аргументи критиків проти директиви, зокрема називає розмови про цензуру «невиправданими, надмірними, об’єктивно неправильними та нечесними». Він зазначав, що технологія фільтрації контенту використовується на YouTube протягом десятиліття, ніколи не викликаючи «кампанії проти цензури», та звинувачує «великі [інтернет] платформи» у проведенні «кампанії фейкових новин». Розуміння Акселем Воссом авторського права було названо «абсолютно відсутнім» у 2019 році експертом з авторського права Тіллем Кройцером після того, як Восс заявив, що людям дозволено завантажувати газетні статті повністю. Том Вотсон, член парламенту Сполученого Королівства та заступник лідера Лейбористської партії, сказав: «Ми повинні забезпечити працівникам [...] повну користь від плодів їхньої галузі. Google намагається запобігти цьому».
Опозицію в Європейському парламенті очолювали популістські партії, включаючи правлячу польську партію «Право і справедливість», правлячу коаліцію «Рух п’яти зірок» / «Ліга Півночі» в Італії та Партію незалежности Сполученого Королівства. Серед інших опонентів є велика кількість менших партій на обох кінцях політичного спектру. Серед них помітною є Партія піратів Німеччини, єдиний депутат Європарламенту якої Фелікс Реда був відвертим противником проєкту директиви. Лідер UKIP та депутат Європарламенту Жерар Баттен заявив, що проєкт директиви може «знищити можливості для свободи слова в Інтернеті та соціальних мережах». Баттен також зазначив, що для захисту «законних прав творців, авторів та новаторів», не обмежуючи при цьому «свободу слова та поширення інформації», потрібна міжнародна угода, а не директива ЄУ.
Ходили чутки, що під час закритого голосування Європейської Ради щодо затвердження її переговорної позиції у березні 2018 року посли Німеччини, Фінляндії, Нідерландів, Словенії, Бельгії та Угорщини або утрималися від голосування, або проголосували проти пропозиції. Однак, депутати Європарламенту від правлячих партій кожної з цих країн продовжили здебільшого або повністю підтримати директиву в парламенті.
Німецький політик Кевін Кюнерт, федеральний голова молодіжної організації Соціал-демократичної партії, висловив свою незгоду зі статтею 13, стверджуючи, що вона порушує коаліційну угоду між СДПН та ХДС/ХСС. Петра Зітте, віце-голова демократично-соціалістичної партії Ліві, також заявила, що фактичне схвалення фільтрів завантаження порушує коаліційну угоду, назвавши цю директиву про авторське право «компромісом між інтересами різних великих корпорацій» («Kompromiss zwischen den Interessen verschiedener Großkonzerne») та «серйозною загрозою свободі слова» («eine ernsthafte Gefahr für die Meinungsfreiheit»).
За день до голосування в парламенті газета Frankfurter Allgemeine Zeitung повідомила, що Німеччина, можливо, в останню хвилину відмовилася від підтримки директиви в обмін на схвалення Францією суперечливого проєкту «Північний потік-2» – газопроводу з Російської Федерації. Депутат Європарламенту Тьємо Велькен, член СДП та опонент директиви, заявив, що чутки про це ходили ще до публікації звіту.

### Неурядові організації

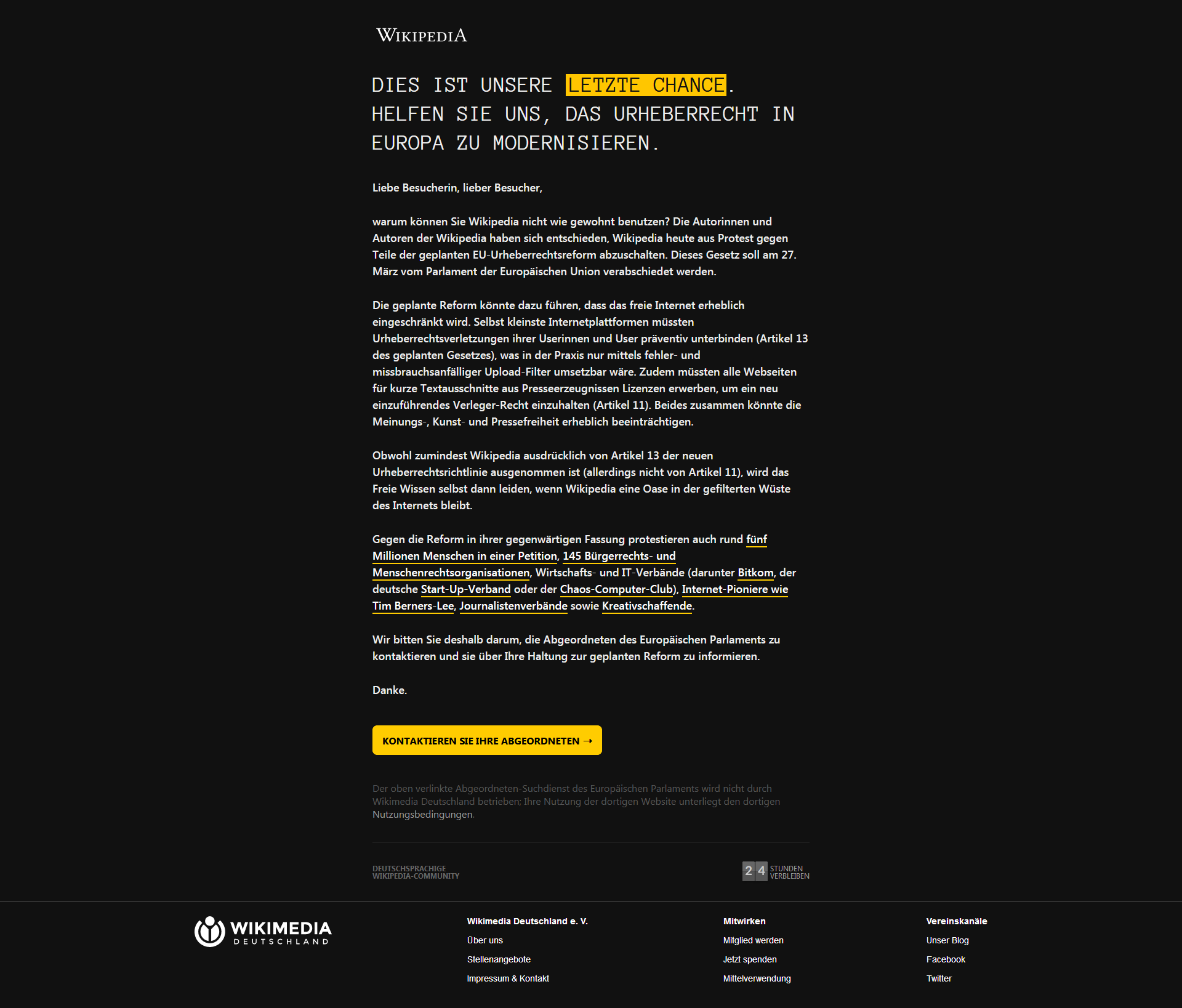
Закриття німецької Вікіпедії – 21 березня 2019 року.

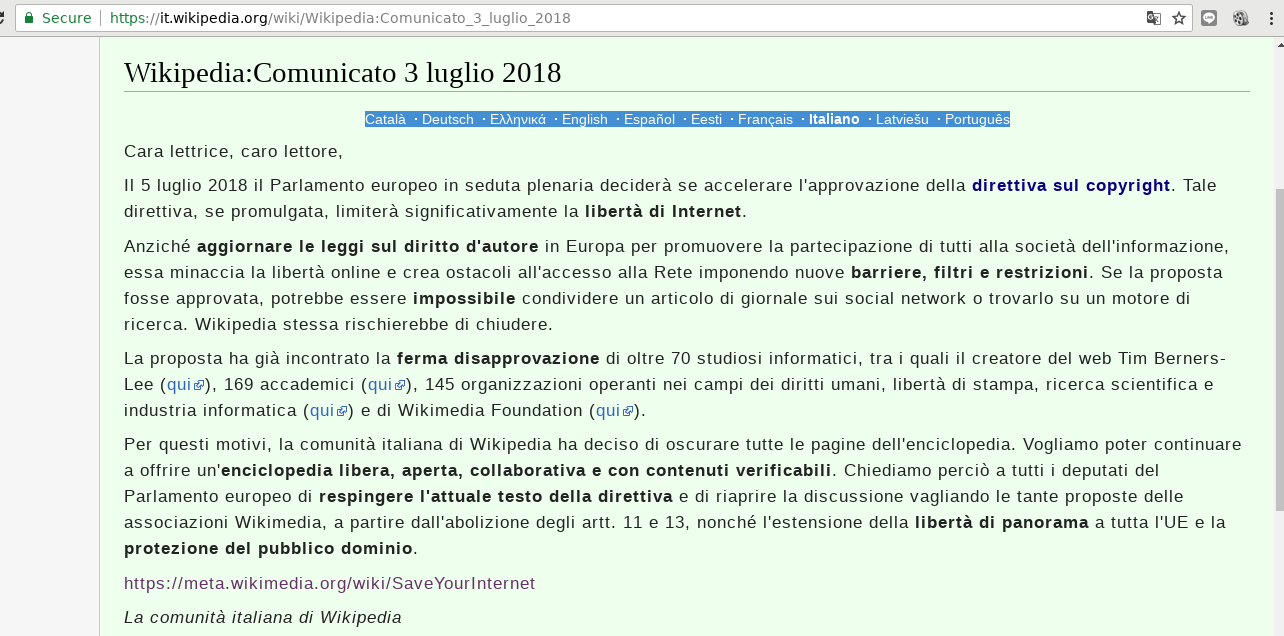
Банерний блок італійської Вікіпедії. Інші заблоковані Вікіпедії мали подібні повідомлення.

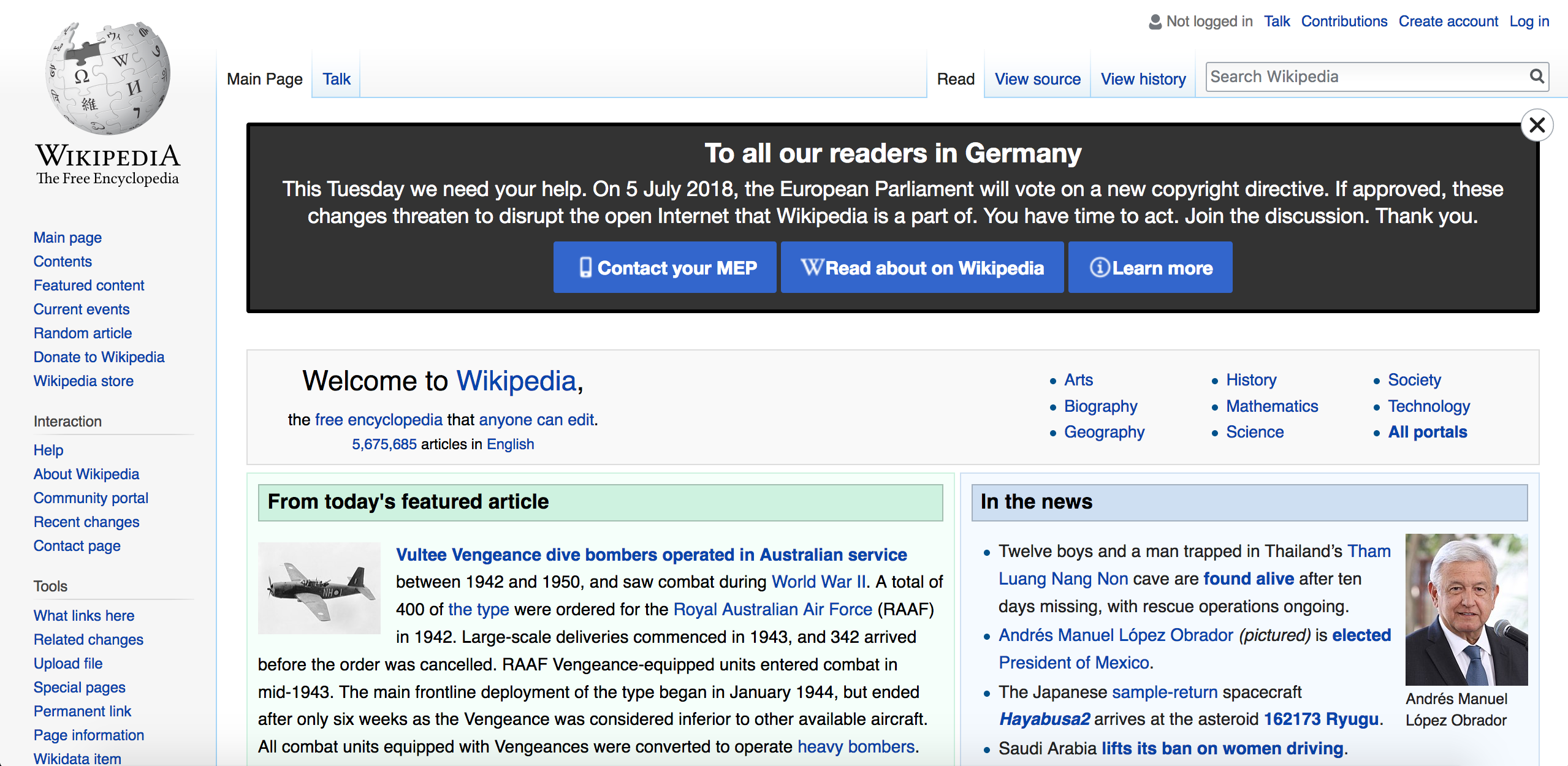
Банер в англійській Вікіпедії, який видно з німецької IP-адреси.

У 2017 році Human Rights Watch та «Репортери без кордонів» були серед підписантів відкритого листа, висловленого проти статті 13. 145 Організації з питань прав людини та цифрових прав, свободи ЗМІ, видавничої справи, бібліотек, освітніх закладів, розробників програмного забезпечення та інтернет-провайдерів підписали листа проти запропонованого законодавства 26 квітня 2018 року. Серед тих, хто виступив проти, – Electronic Frontier Foundation, Creative Commons, European Digital Rights, Товариство імені Макса Планка, GitHub, різні відділення фонду Вікімедіа, та Фонд Вікімедіа (материнська організація Вікіпедії).
Італійська Вікіпедія, а пізніше й інші, включаючи іспанську,, естонську, латвійську, польську, французьку та португальську версії, «затемнили» свої сторінки для читачів 3–5 липня 2018 року, тоді як англійська Вікіпедія додала банер із проханням до читачів у Європі зв’язатися зі своїми представниками в Європейському парламенті. Фонд Вікімедіа повторив свою стурбованість у лютому 2019 року. Чотири видання Вікіпедії — німецька, данська, чеська та словацька — були зателефоновані на 24 години 21 березня 2019 року на знак подальшого протесту проти директиви. Співзасновник Вікіпедії Джиммі Вейлз висловив стурбованість щодо вартости та ефективности фільтрів завантаження та можливого негативного впливу на свободу слова в Інтернеті.

### Технологічні компанії
Компанія Google (яка керує сайтом агрегації Google News, на який це вплине) виступала проти цієї директиви з моменту її першого створення у 2016 році, коли стверджувала, що пропозиції «перетворять інтернет на місце, де все, що завантажується в мережу, має бути схвалено юристами». За словами Кента Вокера, старшого віце-президента з глобальних справ і головного юридичного директора Google, «Компанії, які діють розумно, допомагаючи правовласникам ідентифікувати та контролювати використання свого контенту, не повинні нести відповідальність за будь-що, що завантажує користувач, так само як телефонна компанія не повинна нести відповідальність за зміст розмов». У 2018 році компанія заохочувала видавців новин у своїй Ініціативі цифрових новин лобіювати пропозиції серед депутатів Європарламенту, а учасники ініціативи мають право на отримання грантів на підтримку цифрової журналістики з фонду в розмірі 150 мільйонів євро. Виконавчий директор YouTube Сьюзен Войчицька закликала творців контенту на платформі вжити заходів для протидії цьому законодавству, оскільки воно «становить загрозу як для [їхніх] засобів до існування, так і для [їхньої] здатности ділитися [своїм] голосом зі світом», і наголосила, що їхня система Content ID покликана допомогти забезпечити справедливе управління та виплати власникам авторських прав вже без втручання уряду. Пізніше Войчицька написала, що будь-яка компанія, яка впроваджує необхідні протоколи для виконання директиви, матиме значний фінансовий тягар, а для компанії масштабу YouTube «потенційні зобов’язання можуть бути настільки великими, що жодна компанія не зможе взяти на себе такий фінансовий ризик». Facebook також виступає проти, стверджуючи, що пропозиція «може мати серйозні, непередбачувані наслідки для відкритого та креативного Інтернету».
Асоціація комп’ютерної та комунікаційної промисловости, торгова асоціація, яка представляє Google та інші великі технологічні компанії, є основним спонсором організації «Авторське право за творчість», коаліції, яка очолила кампанію «Збережіть свій Інтернет» проти цієї директиви. У листопаді 2018 року Reddit направив своїх європейських користувачів на вебсайт під назвою «Не руйнуйте мережу».
Станом на червень 2023 року Google уклала угоди про ліцензування авторських прав з 1500 публікаціями, щоб забезпечити відповідність директиві.

### Академіки
Понад 200 науковців розкритикували директиву, наголошуючи на занепокоєнні щодо ефективности впливу статті 11 на читацьку авдиторію онлайн-видань та зобов'язань статті 13 для постачальників послуг, які «принесуть користь великим гравцям». SPARC Europe закликала до видалення статті 11, стверджуючи, що вона «зробить новини останніх двох десятиліть менш доступними для дослідників та громадськости, що призведе до спотворення знань та пам'яті громадськости про минулі події», а якщо її поширити на академічні публікації, то «фактично вимагатиме від читачів платити видавцям за доступ до творів, за які автори, установи чи спонсори досліджень вже заплатили видавцям за те, щоб вони зробили їх вільно доступними для всіх на умовах «відкритого доступу». Двадцять п'ять дослідницьких центрів спільно висловлюють занепокоєння тим, що фінансові вигоди від запропонованої директиви отримають великі правовласники, а не творці, а творці просто використовуватимуться як «фронтмени».
Пропозицію загалом підтримують академічні видавці, зокрема Міжнародна асоціація науково-технічних та медичних видавців. Проте ця група розкритикувала пропозицію щодо виключення наукових видавців з положень статті 11, назвавши це виключення «невиправданим та потенційно дискримінаційним».
Європейська рада докторантів та молодих дослідників виступає проти цієї пропозиції на тій підставі, що виняток для некомерційних груп, передбачений статтею 13, не поширюється на всі наукові репозиторії, та наводить проєкт «Горизонт 2020» як приклад комерційної роботи в цьому секторі. Вони також загалом погоджуються з твердженнями інших опонентів. Коаліція наукових публікацій та академічних ресурсів, група захисту відкритого доступу, принципово виступала проти цієї директиви.

### Видавці
Кампанія, організована Європейською групою товариств авторів та композиторів, зібрала понад 32 000 підписи у 2018 році від таких творців, як Девід Гетта, Енніо Морріконе, Жан-Мішель Жарр та гурт Air. Серед інших прихильників у 2018 році були музиканти Пол Маккартні та Джеймс Блант, автор Філіп Пулман (як голова Товариства авторів), Асоціація незалежних музичних компаній та німецький видавець Axel Springer SE.
Видавничі торговельні організації аналогічно стверджували, що проводиться «недобросовісна» «оманлива кампанія». Вони конкретно називають Вікіпедію та Google організаторами, стверджуючи, що Вікіпедія та інші платформи займаються «оманливими кампаніями [...] для впливу на депутатів Європарламенту» та вказуючи на те, що Google витратив €4.5 млн для лобістських дій у Європі протягом 2016 року. Ці оцінки були названі «неправильними», і те, скільки Google витратив на лобіювання з цього питання, неможливо визначити. Ці оцінки також були опубліковані музичною індустрією у пресрелізі безпосередньо перед голосуванням JURI.
Видавці стверджують, що ліцензовані постачальники контенту, такі як Spotify та Netflix, також негативно зазнають впливу чинного режиму авторського права, який, на їхню думку, вигідний платформам, орієнтованим на користувачів, таким як YouTube (належить материнській компанії Google) та Facebook. Вони стверджують, що надходять повідомлення про спам-боти, які завалюють депутатів Європарламенту такою кількістю електронних листів проти авторських прав, що вони більше не можуть виконувати свою роботу.
Хоча деякі видавці підтримували цю директиву, організація European Innovative Media Publishers, лобістська організація видавничої галузі, була заснована у 2015 році спеціально для того, щоб протистояти статті 11.

### Газети
Деякі газети, підтримуючи директиву, зневажливо називають деяких із тих, хто виступає проти, «найбільшими та найбагатшими корпоративними структурами у світі». У редакційній статті Financial Times заявила, що «YouTube контролює 60 за відсотків усього бізнесу потокового авдіо, але платить лише 11 за відсотків доходів, які отримують митці». Інші газети зосереджуються на статті 11, стверджуючи, що реформа – це битва між європейським плюралізмом медіа та монополістичними іноземними інтернет-гігантами. Різноманітні провідні газети повідомляли, що деякі інтернет-платформи лобіюють проти проєкту для підтримки своїх фінансових інтересів.
Група з дев'яти осіб Великі європейські видавці преси, включаючи Agence France-Presse, Асоціацію преси та Європейський альянс інформаційних агентств, опублікували листа на підтримку проєкту, назвавши його «ключовою для медіаіндустрії, майбутнього доступу споживачів до новин і, зрештою, здорової демократії». У листі вони посилаються на існуючу державну підтримку новинних мас-медіа, що переживають труднощі, і стверджують, що її натомість повинні надавати «інтернет-гіганти», які «відсмоктують» доходи від реклами.
Критичні статті щодо проєкту були опубліковані влітку 2018 року провідними газетами Австрії, Франції, Німеччини, Ірландії, Італії, Польщі, Іспанії, та Словаччини.

### Творці контенту
Міжнародна федерація журналістів, профспілка, поскаржилася на пізні поправки, які зробили винагороду журналістів залежною від «договірних домовленостей» та «законів про власність». Охарактеризувавши пропозиції як «досягнення для авторів загалом» та «гарні новини для галузі та для авторів у деяких секторах», вони також назвали поправки «поганими для журналістики та поганими для Європи» та закликали ЄУ «приймати мудрі рішення та відхиляти будь-які дискримінаційні положення».
Представник компанії, яка виробляє фільтри контенту, стверджує, що їхнє широке впровадження, як результат статті 13, ймовірно, зашкодить новим музичним виконавцям, обмежуючи їхню можливість ділитися тим, що вони створюють.

### Знаменитості
Серед осіб, які публічно виступили проти цього закону, були комік Стівен Фрай; письменник Ніл Ґейман; Тім Бернерс-Лі, творець Всесвітньої павутини; та Вінтон Серф, співвинахідник набору інтернет-протоколів.

### Судова практика
У 2012 році Суд Справедливости постановив, що чинне законодавство ЄУ «слід тлумачити як таке, що перешкоджає національному суду видавати судову заборону проти постачальника послуг гостингу, яка вимагає від нього встановити систему фільтрації... з метою запобігання поширенню творів, що порушують авторське право», стверджуючи, що така заборона «потенційно може підірвати свободу інформації, оскільки ця система може не розрізняти належним чином незаконний контент від законного, в результаті чого її запровадження може призвести до блокування законних комунікацій».

### Права людини
Управління Верховного комісара Організації Об'єднаних Націй з прав людини висловило стурбованість тим, що пропозиція несумісна з Міжнародним пактом про громадянські та політичні права 1966 року. У публічному листі спеціальний доповідач Девід Кей стверджував, що небажання пропозиції чітко визначити зобов'язання гостів контенту створює «значну правову невизначеність», що не відповідає вимозі пакту про те, що будь-які обмеження свободи вираження поглядів «передбачаються законом». Він дійшов висновку, що це може призвести до «тиску на постачальників послуг обміну контентом, щоб вони були обережними». Кей також розкритикував відсутність «попереднього судового розгляду», властивого системі, та аналогічний позасудовий характер її процесу апеляції. Він визнає, що хоча законодавство про авторське право потребує модернізації в Європі, це не повинно робитися таким чином, щоб це шкодило свободі вираження поглядів, і що чинні рекомендації у статті 13 не потрібні.
У листі також висловлювалося занепокоєння щодо відсутности захисту некомерційних груп, хоча такі групи були виключені з положень пропозиції до її публікації.

## Суперечки

### Статті 11 та 13 (15 та 17 у прийнятій редакції)
Статті 11 та 13 проєкту Директиви, до переговорів у рамках трилогу та після перенесення їх до статей 15 та 17 в остаточній, прийнятій версії, привернули значну увагу та викликали опір. Стаття 11, яка називається «податком на посилання», викликала занепокоєння, що через пошукові системи буде доступно менше інформації та менше ресурсів. У своєму пояснювальному меморандумі до статті 11 Рада описує існуючі заходи щодо забезпечення прав на онлайн-використання преспублікацій як «складні та неефективні». Вони також звертають особливу увагу на використання новинних статей «агрегаторами новин або службами моніторингу ЗМІ» в комерційних цілях та на проблеми, з якими зіткнуться видавці преси під час ліцензування своєї роботи такими службами. Після того, як Європейська комісія проаналізувала впровадження аналогічних законів у Німеччині та Іспанії, вона виявила, що газети фактично отримали фінансову вигоду від збільшення кількости охоплених їхніми онлайн-статтями.
Німеччина (із законом про допоміжне авторське право для видавців преси) та Іспанія випробували податок на посилання: це вважалося «повною катастрофою», яка коштувала їм мільйони євро. Google закрив Google News в Іспанії та повністю припинив використовувати фрагменти німецьких статей за посиланнями. Експерти передбачали, що такий податок на посилання призведе до того, що в Європі Інтернет буде більше домінувати під керівництвом великих медіакорпорацій, оскільки для малих онлайн-медіакомпаній було б занадто багато часу та коштів досягати власних окремих юридичних угод, щоб дозволити посилання чи цитати. Як наслідок, на їхню думку, багато малих медіакомпаній у Європі зрештою будуть змушені закритися через брак онлайн-розголосу та доходів.
Стаття 13, яку розмовно називають положенням про «фільтр завантаження», зіткнулася з широкою критикою через можливість того, що вона може мати «ефект охолодження» на онлайн-висловлювання, оскільки змусить більшість вебсервісів зупиняти користувачів, які завантажують контент, захищений авторським правом, без дозволу, інакше сервіс ризикуватиме бути притягнутим до відповідальности за порушення своїх правил. Хоча стаття вимагає від постачальників лише «максимальних зусиль», більшим компаніям доведеться використовувати дорогу технологію зіставлення контенту, подібну до системи Content ID YouTube, розробка якої коштувала Google близько 100 мільйонів доларів. Інші стурбовані тим, що через вартість фільтрації лише великі американські технологічні фірми матимуть достатньо ресурсів для її розробки, і що передача цього завдання компаніям з ЄУ тоді матиме наслідки для конфіденційності та захисту даних.
Суперечка навколо статті 13 спонукала піонерів Інтернету, включаючи Тіма Бернерса-Лі, Вінта Серфа, Джиммі Вейлза та Мітча Капора, попередити, що «Стаття 13 робить безпрецедентний крок до перетворення Інтернету з відкритої платформи для обміну та інновацій на інструмент для автоматизованого спостереження та контролю за його користувачами». Організація заявила, що «фільтрація онлайн-контенту може стати кінцем Інтернету, яким ми його знаємо», оскільки меми, відеопародії та будь-який інший контент, що містить відео, фотографії та/або звук, захищені авторським правом, будуть фактично заборонені. Крім того, спільні проекти, такі як Вікіпедія та Gitlab, матимуть дуже обмежені можливості, оскільки користувачам доведеться платити за будь-яке джерело чи зображення, захищене авторським правом.
Медіаюристи Крістіан Сольмекке та Анн-Крістін Герр у своєму аналізі досягнутого компромісу повідомили, що він успадковує обов'язок використовувати фільтр завантаження, оскільки не існує іншого методу для виконання вимог закону. Вони вказують на альтернативні рішення для отримання підвищених ліцензійних зборів від онлайн-провайдера без обмеження прав приватних користувачів шляхом фільтрації всіх завантажень, тобто шляхом стягнення збору за приватне копіювання.
Критики також відзначили проблему хибнопозитивних результатів у таких системах та їхню нездатність враховувати обмеження авторських прав, такі як добросовісна угода та пародія (що, за їхніми словами, призводить до «заборони мемів»). Прихильники та треті сторони зазначили, що YouTube використовує Content ID протягом десятиліття і все ж залишається успішним гостом для контенту всіх видів. Однак система все ще страждає від хибнопозитивних результатів, тролів авторських прав та шахраїв, які використовують обробку YouTube претензій щодо авторських прав відповідно до Закону США про обмеження відповідальності за порушення авторських прав в Інтернеті (OCILLA) — компонента Закону про авторське право в цифрову епоху (DMCA) — як форму вимагання, шляхом висування хибних претензій щодо авторських прав на контент користувача, доки він не сплатить викуп (з метою видалення облікового запису, якщо він не заплатить), або доксингу за допомогою вимоги включати особисту контактну інформацію під час подання зустрічного позову відповідно до цього закону.
Генеральна директорка YouTube Сьюзен Войчицька попередила, що це законодавство «становить загрозу як для вашого існування, так і для вашої здатності ділитися своїм голосом зі світом», і що згідно зі статтею 13, сайт може бути зобов’язаний – навіть щодо контенту, на розміщення якого він має ліцензію – очистити всі можливі авторські права, пов’язані з відео, або йому може бути заборонено транслювати його в межах ЄУ, а також робити те саме у великих масштабах для кожного відео, завантаженого користувачами. Генеральний директор Twitch Емметт Шир також розкритикував статтю 13.
Після її прийняття депутат Європарламенту від Піратської партії Фелікс Реда зазначив, що стаття 13 може порушувати Всеохопну економічну та торговельну угоду між Канадою та ЄУ (CETA), яка передбачає, що її сторони повинні передбачити «обмеження або винятки» щодо відповідальності постачальників посередницьких комунікаційних послуг щодо порушення авторських прав, і що вони не повинні бути «обумовлені тим, що постачальник послуг моніторить його послугу або позитивно шукає факти, що вказують на порушення».

Мальтійський ютубер та музикант Ґрандай був відвертим противником статті 13, вважаючи, що закон може «вбити інтернет». Він також попереджав, що всі мовники можуть зіткнутися з цензурою з боку автоматизованих ботів. У 2019 році він підсумував позицію більшості ютуберів:
Реакція ютуберів на статтю 13 була практично одностайною. Сумна річ у тому, що ми, ютубери, не маємо лобістських груп чи профспілок, які могли б боротися за нас і безпосередньо спілкуватися з політиками від нашого імені. Більшість політиків не мають уявлення про проблеми, з якими стикаються ютубери у зв'язку з авторським правом, або про те, який тип контенту зазвичай створюють ютубери.

### Громадські протести

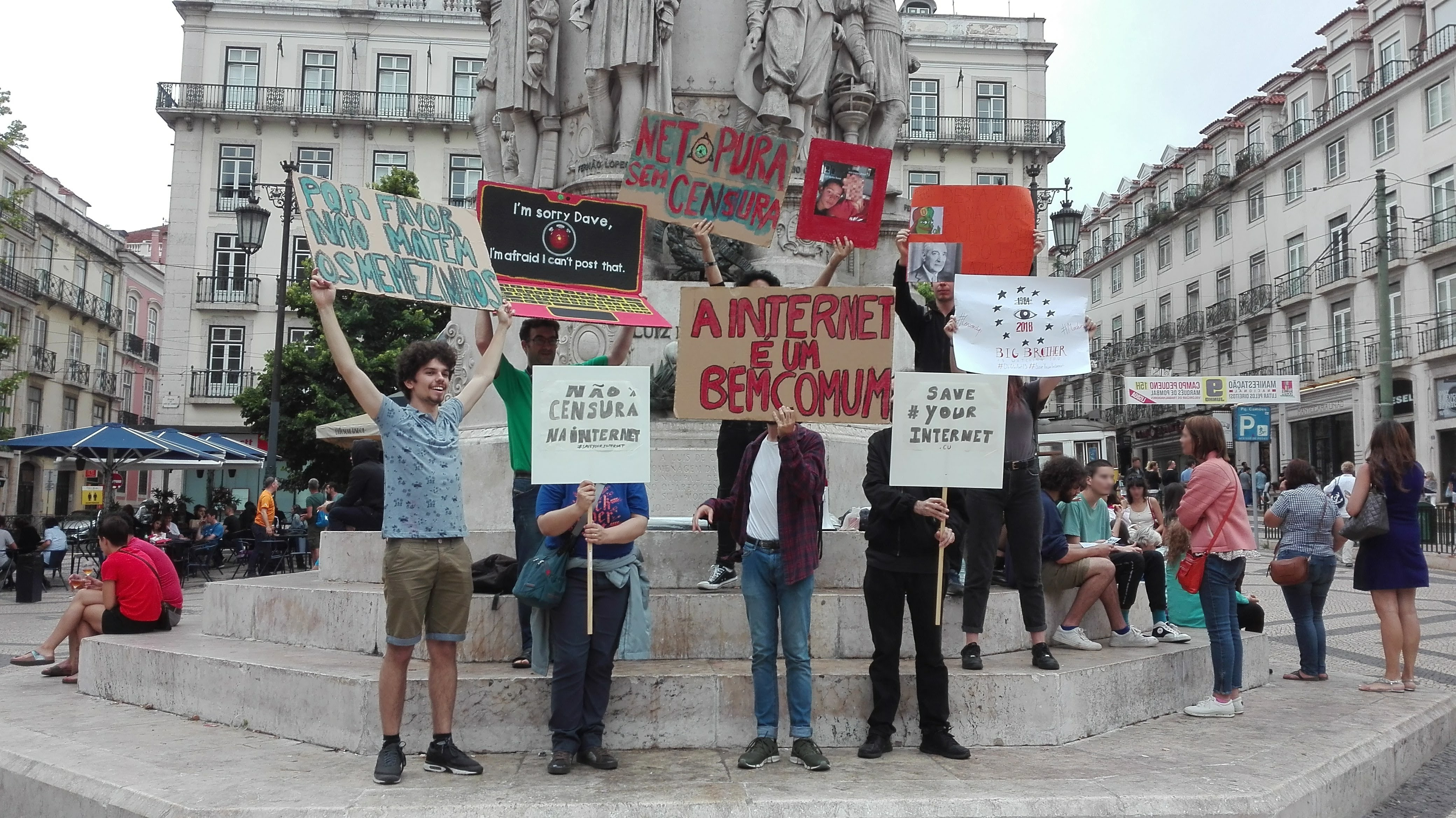
Громадські протести проти статей 11 та 13 у Лісабоні в липні 2018 року.

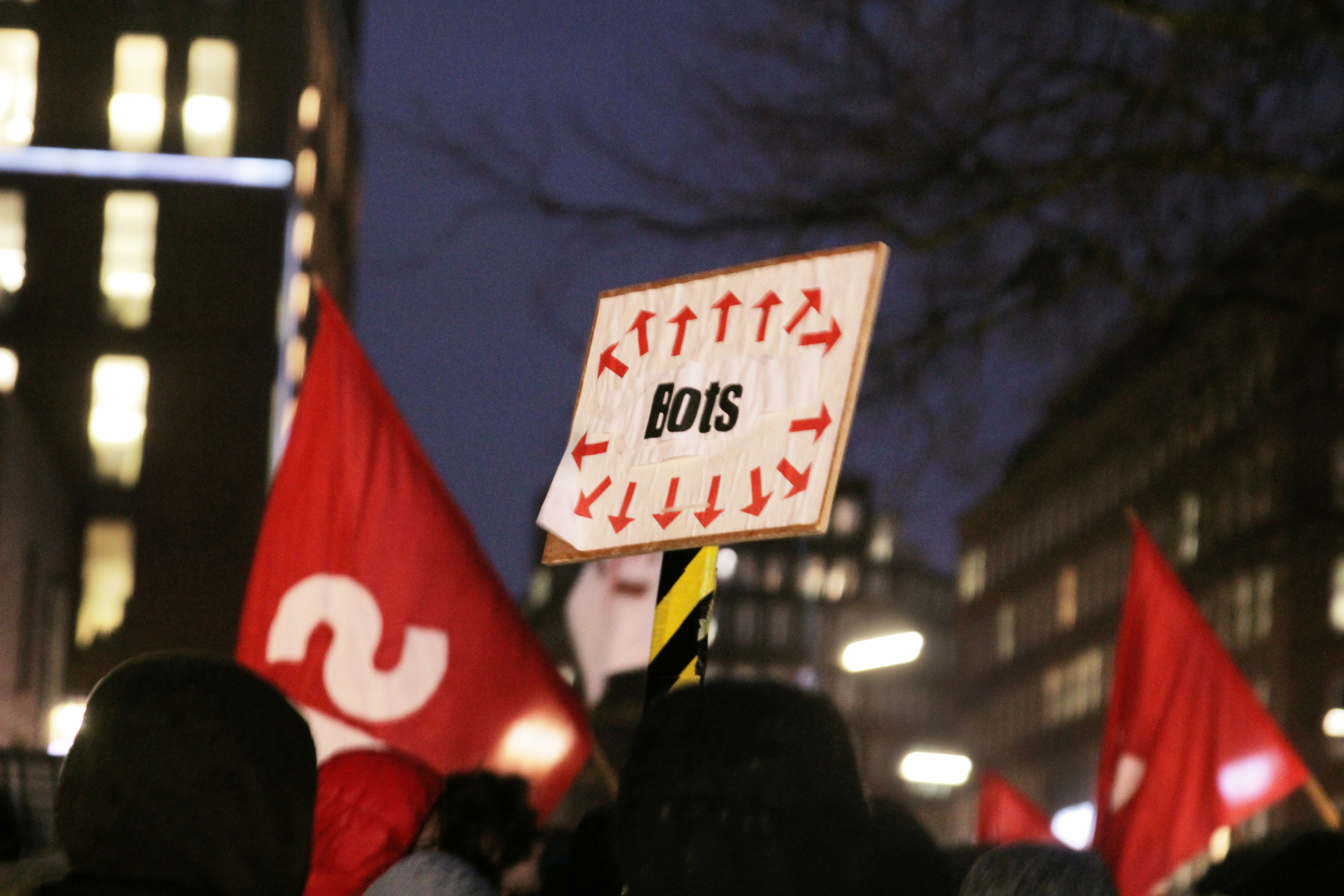
Протести в Гамбурзі 6 березня 2019 року проти директиви про авторське право.

Станом на 21 березня 2019 року петиція Change.org зібрала понад 5 мільйонів підписів, де люди виступили проти директиви, з яких приблизно 1,3 мільйона – з Німеччини. Станом на лютий 2019 року вона зібрала найбільше підписів в історії Європи.
Було проведено низку публічних протестів проти запропонованої директиви, головним чином щодо статей 11 та 13. 23 березня 2019 року в загальноєвропейських протестах взяли участь десятки та сотні тисяч людей. За однією з оцінок, кількість учасників становила 40 000 осіб у Мюнхені та 15 000 у Берліні. За іншою оцінкою, у Берліні було 30 000 осіб, а в Німеччині загалом понад 100 000. Протест 16 лютого 2019 року, організований німецькими зірками YouTube у Кельні, зібрав значну кількість людей, незважаючи на те, що про нього було оголошено лише двома днями раніше. Німецькі ЗМІ повідомляли про кількість учасників, в одному звіті описувалося «кілька сотень учасників», в іншому — «понад 1000», а в третьому — «1500», згідно з поліцейськими звітами. Повідомляється, що на другому протесті в Кельні 23 лютого 2019 року було присутньо понад 3000 осіб. Демонстранти пояснювали проблеми проєкту Акселем Воссом та партією ХДС. Протест у Берліні 2 березня зібрав близько 3500 осіб. Протести організовав низовий рух, а кошти збираються через GoFundMe.
Після того, як Європейська народна партія спробувала перенести голосування щодо директиви, щоб обійти заплановані протести на 23 березня 2019 року, у десяти німецьких містах, включаючи Берлін, у період з 5 по 9 березня 2019 року були організовані демонстрації в стислі терміни. Після публічних протестів Європейська народна партія заявила, що вони не намагалися перенести голосування, незважаючи на докази протилежного.
Менші попередні заходи в масштабах ЄУ відбулися у серпні 2018 року та січні 2019 року. Організатори не оприлюднили власних даних, але прихильники пропозицій, ґрунтуючись на фотографіях із серпневих заходів, оцінили, що по всьому континенту було щонайбільше 800 учасників, в середньому 30 на місце проведення.
Кілька європейських вебсайтів, включаючи європейські версії Вікіпедії, Twitch та Reddit, 21 березня 2019 року вимкнули деякі або багато функцій на своїх вебсайтах як засіб протесту та підвищення обізнаности про майбутнє голосування, а також заохочення користувачів звертатися до відповідного національного органу, щоб вплинути на голосування. Це було схоже на дії, вжиті 18 січня 2012 року численними вебсайтами на знак протесту проти аналогічних законів, запропонованих у Сполучених Штатах.

### Лобіювання
Європейський парламент стверджував, що «депутати Європарламенту рідко або навіть ніколи не зазнавали подібного рівня лобіювання», і що раніше вже проводилися «лобістські кампанії, що передбачали катастрофічні результати, але вони так і не справдилися». Газета «Таймс» повідомила, що «Google допомагає фінансувати вебсайт, який заохочує людей розсилати політикам і газетам автоматичні повідомлення на підтримку його політичних цілей». Депутат Європарламенту Свен Шульце заявив, що, на його думку, Google стоїть за цією електронною кампанією, оскільки багато листів надходили з адрес Gmail.
Лобіювання на користь запропонованої директиви було спрямоване на сам ЄУ і було набагато менш помітним для громадськости. Великі медіагрупи та видавці мали набагато більший контакт між своїми лобістами та депутатами Європарламенту, ніж технологічна індустрія. Серед лобістських трюків, що вдаються до лобіювання, є розсилка депутатам Європарламенту брошур з презервативами та фразою «Ми любимо технологічних гігантів, ми також любимо захист».
У своєму блозі, який пізніше було відкликано, Європейська комісія заявила, що ті, хто виступав проти директиви, були «натовпом». Комісари, технічно відповідальні за такі публікації, Марія Ґабріель та Андрус Ансіп, заперечують, що дозволяли її публікацію. Європейська комісія також вибачилася за її публікацію. Жан-Клод Юнкер, голова Європейської комісії, відмовився відповісти після прямого прохання відповісти, хто дозволив її публікацію.
Деякі коментатори заявили, що роки інтенсивного лобіювання призвели до «витіснення інших голосів та успішного спотворення публічних дебатів», а також що «токсичні» дискусії шкодять «здоровому діалогу». Однак ті, хто підтримував директиву, проводили переговори без громадськости, а коли широка громадськість долучилася до обговорення директиви онлайн, Європейська комісія назвала їх «натовпом».

### Проблеми з голосуванням
Перед голосуванням за директиву відбулося голосування щодо того, чи розглядати поправки, які б дозволили розділити статті 11 та 13 на окремі голосування. Пропозиція була відхилена з 5 голосами. Про це стало відомо після того, як 13 членів Європарламенту звернулися з проханням змінити свої голоси, оскільки вони проголосували неправильно через нібито плутанину щодо порядку голосування. Переглянуті результати додали 10 голосів на користь поправок. Однак ці виправлення призначені виключно для парламентських протоколів і не змінюють результат голосування.

### Замінування
Згідно з повідомленнями німецьких мас-медіа, в інтернеті було опубліковано повідомлення про погрозу вибухом на адресу офісу Акселя Восса в Бонні, у якому стверджувалося, що в офісі встановлено бомбу, яку буде підірвано, якщо Європейський парламент проголосує за запропоновані реформи авторського права. Повідомлення спочатку було опубліковано на маловідомому фінському форумі Linux, а потім стало відомим на Reddit. Відтоді його видалили, поки регіональна поліція розпочала розслідування.

## Судові процеси
24 травня 2019 року Польща подала позов про анулювання директиви до Суду Європейської Унії. Заступник міністра закордонних справ Польщі Конрад Шиманський заявив, що директива «може призвести до прийняття нормативних актів, аналогічних превентивній цензурі, яка заборонена не лише польською конституцією, а й договорами ЄУ» на суспільному мовнику TVP Info. 26 квітня 2022 року Суд Європейської Унії оголосив свій вердикт і відхилив польський позов проти директиви.

## Імплементація
Оскільки директива про авторське право на єдиному цифровому ринку є директивою ЄУ, вона не може бути негайно застосована в юрисдикції, а має бути імплементована в національне законодавство парламентами держав-членів ЄУ. Станом на грудень 2021 року лише 5 з 27 держав-членів запровадили відповідні закони, а саме Німеччина, Угорщина, Мальта, Нідерланди та Австрія. Оскільки кінцевий термін імплементації закінчився 7 червня 2021 року, Комісія розпочала судовий процес проти решти держав.

### Сполучене Королівство
31 січня 2020 року Сполучене Королівство вийшло з Європейської Унії. Перехідний період мав закінчитися 31 грудня 2020 року. Тому уряд Сполученого Королівства заявив, що оскільки дата транспонування директиви до національного законодавства державами-членами ЄУ – 2021 рік, Сполучене Королівство не буде повністю імплементувати директиву про авторське право. Міністр уряду Кріс Скідмор заявив: «Кінцевий термін імплементації директиви про авторське право – 7 червня 2021 року. Сполучене Королівство вийде з Європейської Унії 31 січня 2020 року, а період імплементації завершиться 31 грудня 2020 року. Уряд зобов’язався не продовжувати період імплементації. Таким чином, Сполучене Королівство не буде зобов’язане імплементувати директиву, і уряд не планує цього робити. Будь-які майбутні зміни до системи авторського права Сполученого Королівства будуть розглядатися як частина звичайного процесу внутрішньої політики». Міністр культури Сполученого Королівства Найджел Адамс заявив, що, незважаючи на підтримку урядом багатьох загальних цілей директиви, «неминучий вихід Сполученого Королівства з ЄУ означає, що ми не зобов’язані повністю імплементувати директиву про авторське право». 

### Україна
Директива № 2019/790 про авторське право в Єдиному цифровому ринку, ухвалена в Європейській Унії, наразі не є частиною законодавства України. Хоча Україна має зобов'язання щодо адаптації свого законодавства до норм ЄУ у рамках вступу, на даний момент конкретні положення цієї директиви не імплементовані. 